# 1812
1812 (MDCCCXII) var ett skottår som började en onsdag i den gregorianska kalendern och ett skottår som började en måndag i den julianska kalendern.

## Händelser

### Januari
- 9 januari – Napoleon I:s trupper besätter svenska Pommern.

### Februari
- 17 februari – Före detta kung Gustav IV Adolf skiljer sig från sin hustru Fredrika av Baden.

### Mars
- 18 mars – Fattigvården i Stockholm ordnas församlingsvis med utdebiteringsrätt och en uppmaning till "gifta fruntimmer" att ta sig an sociala uppgifter.

### April
- 5 april – Ett fördrag sluts mellan Sverige och Ryssland i S:t Petersburg, vari ryssarna lovar Sverige att få ta Norge från Danmark, mot att Sverige avstår kraven på Finland.
- 8 april – Helsingfors blir Finlands huvudstad.
- 13 april – En riksdag öppnas i Örebro.
- 18 april – Vid ett möte med bondeståndet håller Sveriges kronprins Karl Johan sitt enda tal någonsin på svenska.
- 20 april - USA:s vicepresident George Clinton avlider .
- 30 april – Louisiana blir den 18:e delstaten att ingå i den amerikanska unionen.[1]

### Maj
- 14 maj – USA gör genom president James Madison och kongressen anspråk på Ameliaön och andra delar i Östflorida för att undvika ockupation av andra makter, men general George Matthews motsätter sig. De får tillstånd att gå så långt som till Perdidofloden.[2]

### Juni

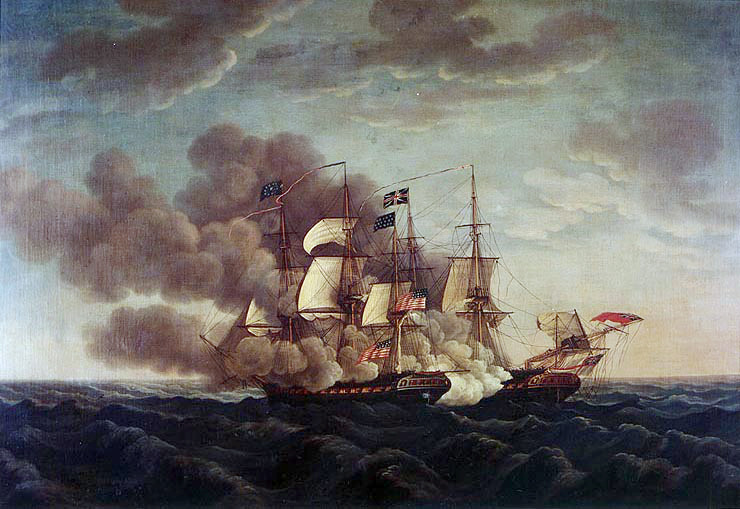
Krig: Storbritannien mot USA.

- 18 juni – USA förklarar krig mot Storbritannien då USA beskyller Storbritannien för att ha försökt stoppa neutrala staters båtar samt inlett blockad av USA under brittiskt fiendskap med Frankrike.[2]
- 24 juni – Napoleons ryska fälttåg inleds.

### Juli
- 16 juli – En ny svensk tryckfrihetsförordning införs, där indragningsmakten finns med. Publikationer som utgör en fara för "allmän säkerhet" kan dras in på hovkanslerns begäran.
- 18 juli – Sveriges krig mot Storbritannien avslutas med freden i Örebro. Fredsavtalet sluts i det hus som därefter får namnet Fredshuset. I samband med detta sluts också fred mellan Storbritannien och Ryssland på samma plats. Sverige frånträder Napoleons kontinentalblockad.
- 22 juli – Krig utbryter mellan Frankrike och Ryssland.
- 29 juli – Det svenska produktplakatet återinförs ännu en gång.

### Augusti
- 18 augusti – Riksdagen år 1812 i Örebro avslutas. Detta är den sista riksdag som hålls utanför Stockholm.
- 28–30 augusti – Tsar Alexander I av Ryssland och kronprins Karl Johan möts i Åbo.

### September
- 7 september – Slaget vid Borodino utkämpas.
- 14 september – Brand i Moskva.[3]

### Oktober
- 23 Oktober – Coup d'État de Malet, en misslyckad militärkupp mot Napoleon I, äger rum i Paris.

### December
- 30 december – Tauroggenkonventionen undertecknas och Preussen sluter vapenvila med Ryssland.

### Okänt datum
- En ny lag införs som tillåter myndigheterna att tvångsundersöka personer de misstänker för att bära på en könssjukdom: detta drabbar främst kvinnor som misstänks för att vara prostituerade.[4]

## Födda

### Första kvartalet

#### Januari
- 2 januari – Augustus C. Dodge, amerikansk demokratisk politiker, senator 1848–1855.
- 3 januari – Elisha M. Pease, amerikansk politiker, guvernör i Texas 1853–1857 och 1867–1869.
- 10 januari – Joshua Hill, amerikansk politiker, senator 1871–1873.
- 13 januari – Humphrey Marshall, amerikansk diplomat, general och politiker.

#### Februari
- 7 februari – Charles Dickens, brittisk författare.
- 25 februari – Carl Christian Hall, dansk politiker, statsminister 1857–1859 samt 1860–1863.

#### Mars
- 12 mars – Isaac P. Christiancy, amerikansk diplomat, politiker och jurist, senator 1875–1879.

### Andra kvartalet

#### April
- 22 april – James Andrew Broun Ramsay, brittisk politiker, Earl of Dalhousie.
- 29 april – Emilie Högqvist, svensk skådespelare.
- 30 april – Kaspar Hauser, tyskt legendomspunnet hittebarn.

#### Maj
- 6 maj – Madame Restell, amerikansk abortör.
- 7 maj – Sir Arthur Purves Phayre, brittisk koloniadministrator och militär.
- 12 maj – Peter Hansborough Bell, amerikansk demokratisk politiker.
- 17 maj – Elias Nelson Conway, amerikansk demokratisk politiker, guvernör i Arkansas 1852–1860.
- 19 maj – Herman Sätherberg, svensk lyriker och läkare.
- 22 maj – Theodor Bergk, tysk klassisk filolog.

#### Juni
- 9 juni – Johann Gottfried Galle, tysk astronom.

### Tredje kvartalet

#### Juli
- 31 juli – Ludwig Blenker, tysk-amerikansk militär.

#### Augusti
- 9 augusti – Victor von Bruns, tysk kirurg.
- 12 augusti – Samuel Stehman Haldeman, amerikansk entomolog och lingvist.
- 28 augusti – Rudolf von Alt, österrikisk konstnär.

#### September
- 4 september – John A. Winston, amerikansk demokratisk politiker, guvernör i Alabama 1853–1857.
- 16 september – Anna Louisa Geertruida Bosboom-Toussaint, nederländsk författare.
- 18 september – Herschel Vespasian Johnson, amerikansk politiker och jurist.

### Fjärde kvartalet

#### Oktober
- 1 oktober – Stephen Hempstead, amerikansk demokratisk politiker, guvernör i Iowa 1850–1854.

#### November
- 4 november – Richard M. Bishop, amerikansk demokratisk politiker, guvernör i Ohio 1878–1880.
- 14 november – Aleardo Aleardi, italiensk diktare.
- 22 november – Johanne Luise Heiberg, dansk skådespelerska.
- 23 november – George Rawlinson, engelsk arkeolog och historiker.

#### December
- 7 december – Fredrik Georg Afzelius, svensk filosofisk skriftställare.
- 18 december – Jesse D. Bright, amerikansk demokratisk politiker, senator 1845–1862.

## Avlidna

### Första kvartalet

#### Januari
- 27 januari – Bernardino Nocchi, 70, italiensk konstnär.

#### Februari
- 2 februari – Isaac Titsingh, 67, nederländsk kirurg och diplomat.

#### Mars
- 14 mars – Carl Gustaf Nordin, 63, svensk språkvetare, politiker och biskop.
- 30 mars – Gunning Bedford Jr., amerikansk politiker.

### Andra kvartalet

#### April
- 15 april – Olof Schwan, 67, svensk orgelbyggare.

#### Maj
- 11 maj – Spencer Perceval, 49, brittisk politiker, premiärminister 1809–1812.
- 21 maj – Joseph Woelfl, 38, österrikisk pianist och kompositör.

#### Juni
- 12 juni – Anders Joachim Öberg, 44, svensk konstnär.
- 13 juni – Benjamin Höijer, 45, svensk professor.
- 16 juni – Franz Pforr, 24, tysk målare under romantiken.

### Tredje kvartalet

#### Juli
- 8 juli – Carolina Weltzin, 57, svensk kokboksförfattare.
- 10 juli – Carl Ludwig Willdenow, 46, tysk botaniker.

#### Augusti
- 19 augusti – Vincenzo Righini, 56, italiensk kompositör.
- 21 augusti – Fredrik Silfverstolpe, 79, svensk ämbetsman och numismatiker.

#### September
- 16 september – Gustaf Adam von Nolcken, 78, svensk friherre, ämbetsman och diplomat.
- 22 september – Werner Abrahamson, 68, dansk författare och militär.
- 26 september – George Frederick Cooke, 56, brittisk skådespelare.

### Fjärde kvartalet

#### Oktober
- 13 oktober – Isaac Brock, 43, brittisk militär.

#### November
- 11 november – Nikolaj Tutjkov, 47, rysk militär.

#### December
- 13 december – Marianne von Martínez, 68, österrikisk sångare, pianist och kompositör.

### Okänt datum
- María Feliciana de los Ángeles Miranda, salvadoransk krigshjältinna.

### Fotnoter
1. ↑  World Statesmen (läst 3 april 2011)
2. 1 2  ”USA:s militära insatser i utlandet 1798-2004”. Arkiverad från originalet den 9 december 2013. https://web.archive.org/web/20131209174005/http://www.history.navy.mil/library/online/forces.htm. Läst 30 januari 2011.
3. ↑  Det hände i dag
4. ↑  Svanström, Yvonne, Offentliga kvinnor: prostitution i Sverige 1812-1918, Ordfront, Stockholm, 2006